# Елизабет Еберл
Елизабет Еберл (Грац, 15. март 1988) је аустријска атлетичарка, чија је специјалност бацање копља.
Прво велико такмичење на које је учествовала било је Светско првенство младих 2005. у Маракешу. Свој лични рекорд 60,07 постигла је у 13. август 2011. у Лапенранти (Финска). Тим резултатима квалификовала се за учешће на Светском првенству 2011. у Тегуу и Олимпијским играма 2012. у Лондону. На тим такмичењима није постигла значајније резултате.
Најуспешнија је била на Летњој универзијади 2013. у Казању, са освојеним трећим местом, односно бронзаном медаљом.

## Лични рекорди[1]
на отвореном — 60,07 м Лапенранта 13. август 2011.
у дворани — 54,16 м, Векше, 10. март 2012.